# هل الأديان خطيرة؟ (كتاب)
هل الأديان خطيرة؟ عنوان كتاب ألّفه كيث وارد أستاذ اللاهوت في بمعهد غريشام في لندن، قدّم وارد في الكتاب إجابته على السؤال المطروح في العنوان، مستعرضًا الانتقادات الموجّهة للأديان وآرائه حولها، ومن المحاور الموجودة بالكتاب علاقة الدين بالعنف، وتاريخ الحروب المرتبطة بالدين، وعلاقة الدين بالحياة الشخصية، كما يخلص المؤلف في قرائته للواقع المعاصر للأديان إلى ضرورة أن يركز الدين على جوهر الإنسان والارتقاء بذوقه وألاّ يتم تركيز الاهتمام على المظاهر الشكلية للتدين.